# Église Saints-Pierre-et-Paul de Meyenheim
Pour les articles homonymes, voir Église Saints-Pierre-et-Paul.
L'église Saints-Pierre-et-Paul est un monument historique situé à Meyenheim, dans le département français du Haut-Rhin.

## Localisation
Ce bâtiment est situé au 10, rue de l'Église à Meyenheim.

## Historique
L'édifice fait l'objet d'une inscription au titre des monuments historiques depuis 1984.